# Hôtel National à Belgrade
L'hôtel National à Belgrade (en serbe cyrillique : Хотел Национал ; en serbe latin : Hotel Nacional) est situé à Belgrade, la capitale de la Serbie, dans la municipalité urbaine de Stari grad. Construit en 1869, il est inscrit sur la liste des biens culturels de la Ville de Belgrade.

## Présentation
L'hôtel National à Belgrade, situé 9 rue Pariska a été ouvert en 1869 en tant que « taverne populaire ». Ses façades, le long des rues Pariska et Velike stepenice, ont été dessinées dans un style académique auquel se mêlaient des éléments néorenaissance. L'équilibre des masses architecturales est dû à la distribution symétrique des ouvertures ; les étages sont séparés des corniches. La façade donnant sur la rue Pariska' se caractérise par une avancée surmontée d'un attique.
L'hôtel national fait partie des hôtels de Kalemegdan, situés à la limite entre la ville et la Forteresse de Belgrade.